# Colores
Albums de J. Balvin
Oasis avec Bad Bunny
(2019)
Singles
1. Blanco
Sortie : 15 novembre 2019
2. Morado
Sortie : 9 janvier 2020
3. Rojo
Sortie : 27 février 2020
4. Amarillo
Sortie : 19 mars 2020
5. Gris
Sortie : 8 avril 2020
6. Verde
Sortie : 18 avril 2020
7. Rosa
Sortie : 1 mai 2020
8. Azul
Sortie : 11 juin 2020
9. Negro
Sortie : 28 juin 2020

Colores (couleurs en français) est le 7e album studio du chanteur colombien, J. Balvin sorti le 19 mars 2020, l'album est publié par le label Universal Latin et produit par Sky Rompiendo. 
Chaque titre de l'album est accompagné d'une vidéo produite par Colin Tilley (en).
En France, il atteint la 36e place des albums.

## Production
Fin janvier 2020, Balvin annonce que son album va sortir. Le 19 mars 2020, J. Balvin sort l'album intitulé Colores, en même temps que le single Amarillo,.

## Historique
Le 15 novembre 2019, José Alvaro Osorio Balvin sort Blanco.
En janvier 2020, il sort Morado. En février 2020, il sort Rojo.
Le 19 mars 2020, il sort Amarillo la production est assurée par le DJ français DJ Snake.
Le 8 avril 2020, il sort Gris. Le 18 avril 2020, il sort Verde avec Sky Rompiendo.
Le 1er mai 2020, il sort Rosa, la production est assurée par Diplo et Sky Rompiendo.
Le 11 juin 2020, il sort Azul. Le 28 juin 2020, il sort Negro

## Liste des pistes
| 1.    | Amarillo                     | - José Osorio - Alejandro Ramírez - William Grigahcine - Giordano Ashruf - Rashid Badloe - Ronaldo Hernandez | - Sky Rompiendo - DJ Snake - Afro Bros  | 2:37 |
| 2.    | Azul                         | - Osorio - Ramírez - Justin Quiles - René Cano - Michael Brun                                                | - Sky Rompiendo - Brun                  | 3:25 |
| 3.    | Rojo                         | - Osorio - Ramírez - Quiles - Luis Angel O'Neill - Taiko                                                     | - Sky Rompiendo - Taiko                 | 2:30 |
| 4.    | Rosa                         | - Osorio - Ramírez - Cano - Hernández - Thomas Wesley - Bas van Daalen - Jasper Helderman - Kevyn Cruz       | - Diplo - Sky Rompiendo                 | 3:09 |
| 5.    | Morado                       | - Osorio - Ramírez                                                                                           | Sky Rompiendo                           | 3:20 |
| 6.    | Verde (with Sky Rompiendo)   | - Osorio - Ramírez - Ronald Spence, Jr.                                                                      | - Sky Rompiendo - Ronny J               | 2:22 |
| 7.    | Negro                        | - Osorio - Ramírez - Dee Mad - Keityn - King Doudou                                                          | - Dee Mad - King Doudou - Sky Rompiendo | 3:02 |
| 8.    | Gris                         | - Osorio - Ramírez - Quiles - Cano - Brun                                                                    | Sky Rompiendo                           | 2:56 |
| 9.    | Arcoiris (featuring Mr Eazi) | - Osorio - Ramírez - Brun - Oluwatosin Ajibade                                                               | - Sky Rompiendo - Brun                  | 3:06 |
| 10.   | Blanco                       | - Osorio - Ramírez - Cano                                                                                    | - Sky Rompiendo - Dee Mad               | 2:25 |
| 28:52 |                              | |                                         |      |

## Charts
| Chart (2020)                  | Meilleure position |
| ----------------------------- | ------------------ |
| Autriche (Ö3 Austria Top 40)  | 35                 |
| Belgique (Flandre Ultratop)   | 66                 |
| Belgique (Wallonie Ultratop)  | 52                 |
| Canada (Canadian Albums)      | 35                 |
| France (SNEP)                 | 36                 |
| Pays-Bas (Mega Album Top 100) | 34                 |
| Allemagne (Media Control AG)  | 56                 |
| Italie (FIMI)                 | 10                 |
| Mexique (AMPROFON)            | 4                  |
| Portugal (AFP)                | 8                  |
| Espagne (Promusicae)          | 2                  |
| Suède (Sverigetopplistan)     | 31                 |
| Suisse (Schweizer Hitparade)  | 9                  |
| États-Unis (Billboard 200)    | 15                 |

## Certifications
| Région | Certification   | Ventes/Streams |
| --- | --------------- | -------------- |
| Mexique (AMPFV) | Or              | 0^             |
| États-Unis (RIAA) | Platine (Latin) | 60 000^        |
| *Ventes selon la certification ^Mise en rayon selon la certification xNon précisé par la certification ‡ventes/streaming selon la certification |                 |                |